# Těšínská pahorkatina
Těšínská pahorkatina je geomorfologický podcelek v Moravskoslezském kraji, který se jako součást Podbeskydské pahorkatiny rozprostírá v okresech Karviná a Frýdek-Místek. Je tvořena flyšovými horninami z období mladších druhohor a starších třetihor s ojedinělými výchozy vulkanických hornin (např. těšínit). Dnešní reliéf krajiny se začal utvářet po ústupu zalednění v pleistocénu, kdy severský ledovec zasahoval svým jižním okrajem až po severní okraj Podbeskydské pahorkatiny (dodnes je zachováno několik bludných balvanů – například ve Frýdeckém lese).

## Popis
Těšínská pahorkatina se nachází zhruba v prostoru mezi městy Frýdek-Místek, Havířov a Český Těšín. Severní až severozápadní část se výrazně zvedá z Ostravské pánve, zatímco na jihu nenápadně přechází v Třineckou brázdu. Povrch je i přes poměrně nízkou nadmořskou výšku členitý, což se způsobeno hluboce zapuštěnými údolími řek Stonávka a Lučina, které touto pahorkatinou protékají.Těchto údolí bylo v 50. a 60. letech 20. století využito k výstavbě Žermanické a Těrlické přehrady, určených primárně k zadržování průmyslové vody pro blízké podniky na Ostravsku, ale také k rekreačním a protipovodňovým účelům.
Protože Těšínská pahorkatina leží v těsné blízkosti ostravsko-karvinské průmyslové oblasti, je krajina z většiny hustě osídlena a zemědělsky kultivována. Lesy se zde nacházejí zejména v roztroušené a maloplošné formě.

## Okrsky Těšínské pahorkatiny
Těšínská pahorkatina se dělí na tři geomorfologické okrsky, mezi nimiž tvoří přirozenou a zřetelnou hranici především toky řek Stonávka a Lučina.

### Bruzovická pahorkatina
Jedná se o okrsek rozkládající se mezi městy Frýdek-Místek a Havířov. Nejvyšším bodem je kopec Dobrá (385 m) nacházející se severně od stejnojmenné obce.

### Hornotěrlická pahorkatina
Hornotěrlická pahorkatina je centrální okrsek Těšínské pahorkatiny táhnoucí se v ose mezi obcemi Albrechtice, Havířov-Bludovice, Soběšovice a Horní Tošanovice. Od ostatních okrsků je oddělena výraznými údolími řek Lučina a Stonávka. Nejvyšším bodem je kopec "U lipek" (379 m) nacházející se severně od Horních Tošanovic.

### Hornožukovská pahorkatina
Hornožukovská pahorkatina je nejvyšším a nejvýraznějším okrskem Těšínské pahorkatiny rozkládající se mezi obcí Těrlicko a městem Český Těšín, a dále úzkým výběžkem (Kojkovickou částí) zasahuje podél státní hranice s Polskem až k třineckým městským částem Kojkovice a Horní Líštná, kde zvolna přechází v Čantoryjskou hornatinu, což je podcelek Slezských Beskyd. Nejvyšším bodem Hornožukovské pahorkatiny je kopec Šachta (427 m) v Českém Těšíně-Koňakově.

## Výrazné kopce v Těšínské pahorkatině
- Šachta (427 m) – okrsek Hornožukovská pahorkatina, obec Český Těšín-Koňakov; nejvyšší bod Těšínské pahorkatiny i celého okresu Karviná.
- Babí hora (423 m) – okrsek Hornožukovská pahorkatina, obec Těrlicko-Hradiště; na vrcholu telekomunikační vysílač, na jižním úbočí se nachází Sochařský park.
- Dědina (421 m) – okrsek Hornožukovská pahorkatina, obec Český Těšín-Horní Žukov.
- Na Horce (421 m) – okrsek Hornožukovská pahorkatina, obec Třinec-Kojkovice; poblíž vrcholu památný strom Klen pod Horkou.
- Pod Babou (391 m) – okrsek Hornožukovská pahorkatina, obec Střítež; 300 m východně od vrcholu kostel sv. Michaela archanděla.
- Záplotí (386 m) – okrsek Hornožukovská pahorkatina, obec Český Těšín-Dolní Žukov.
- Dobrá (385 m) – okrsek Bruzovická pahorkatina, obec Dobrá; nejvyšší bod Bruzovické pahorkatiny.
- U lipek (379 m) – také Tošanovský kopec, okrsek Hornotěrlická pahorkatina, obec Dolní Tošanovice, Dolní Domaslavice; nejvyšší bod Hornotěrlické pahorkatiny.
- Černá zem (374 m) – okrsek Bruzovická pahorkatina, obec Sedliště; na vrcholu Bezručova vyhlídka s přístřeškem.
- Husarůvka (353 m) – okrsek Hornotěrlická pahorkatina, obec Soběšovice; na vrcholu centrum obce, výrazná zástavba, restaurace s malou rozhlednou.
- Hájenka (347 m) – také Bludovický kopec, okrsek Hornotěrlická pahorkatina, obec Havířov-Bludovice; výrazná zástavba omezující rozhledy, 250 m jihovýchodně od vrcholu okružní křižovatka silnice I/11. Nejvyšší bod na území města Havířova.
- Pitrov (341 m) – také Kotulův kopec, vedlejší vrchol Husarůvky, okrsek Hornotěrlická pahorkatina, obec Soběšovice, Těrlicko.
- Kouty – východní vrchol (336 m) – okrsek Bruzovická pahorkatina, obec Sedliště; západní vrchol (334 m) je již součástí Ostravské pánve (Havířovské plošiny) [1] .
- Kohout (331 m) – okrsek Bruzovická pahorkatina, obec Horní Bludovice; dobrý výhled na město Havířov, telekomunikační vysílač.
- Pastuchovka (323 m) – okrsek Hornožukovská pahorkatina, obec Albrechtice.

## Ochrana přírody

### Přírodní rezervace
- Novodvorský močál
- Velké doly

### Přírodní památky
- Stará řeka
- Žermanický lom

## Dělení
- Těšínská pahorkatina (geomorfologický podcelek a pahorkatina)  -  Bruzovická pahorkatina (geomorfologický okrsek a pahorkatina) • 
  -  Hornotěrlická pahorkatina (geomorfologický okrsek a pahorkatina) • 
  -  Hornožukovská pahorkatina (geomorfologický okrsek a pahorkatina) •